# Schelichow-Straße
Die Schelichow-Straße (englisch Shelikof Strait) ist eine Meeresstraße zwischen der Südostküste Alaskas und den Inseln Kodiak und Afognak. Das Cook Inlet befindet sich am nördlichen Ende der Meeresstraße.
Die Meeresstraße wurde nach dem russischen Seefahrer und Händler Grigori Iwanowitsch Schelichow benannt. Schelichow gründete 1784 die erste russische Siedlung Alaskas in der Three Saints Bay auf Kodiak.